# Priscilla Garita
Priscilla Garita (New York, 14 maart 1968) is een Amerikaanse actrice.

## Biografie
Garita werd geboren in New York en is van Costa Ricaanse afkomst, zij spreekt naast Engels ook vloeiend Spaans. Zij ontving een bachelor of science in marketing van de Universiteit van Connecticut in Storrs.
Garita begon in 1993 met acteren in de televisieserie Another World, waarna zij nog meerdere rollen speelde in televisieseries en films. Zij is vooral bekend van haar rol als Gabi Martinez in de televisieserie Sunset Beach, waar zij in 448 afleveringen speelde (1997-1999).

## Filmografie

### Films
Uitgezonderd korte films.
- 2015 The Heyday of the Insensitive Bastards - als Maricelle Foster
- 2014 Zoe Gone - als rechercheur Karen Danner
- 2013 Insidious: Chapter 2 - als Natalie
- 2011 Borderline Murder - als Maria
- 2008 The Fall - als verslaggeefster
- 2008 InAlienable - als Miriam Norris
- 2005 212 - als Lana
- 2003 Undermind - als secretaresse
- 2000 Road Dogz - als Lucy
- 1998 Sunset Beach: Shockwave - als Gabi Martinez

### Televisieseries
Uitgezonderd eenmalige gastrollen.
- 2022 Good Trouble - als Bianca Tavez - 3 afl.
- 2022 General Hospital - als Harmony Miller - 3 afl.
- 2017 Ray Donovan - als Carmen - 2 afl.
- 2011 General Hospital - als Lupe - 13 afl.
- 2004 Passions - als Theresa Lopez-Fitzgerald - 20 afl.
- 1997-1999 Sunset Beach - als Gabi Martinez - 448 afl.
- 1996 As the World Turns - als Rita - 2 afl.
- 1994 All My Children - als Anita Santos - 2 afl.
- 1993 Another World - als Kathy Wolikowski - 9 afl.